# 분당청소년오케스트라
분당청소년오케스트라는 2008년 5월 오미주 단장에 의해서 창단되었다. 2008년 창단연주를 시작으로 국내외 100여 회의 연주 활동을 하고 있다. 2010년 8월 25일 세계적 첼리스트 장한나와 함께하는 세계 청소년 관현악 페스티벌에 초청받아 성남아트센터 콘서트홀에서 연주를 했다. 2011년 2월 일본 아이치카쿠센대학 초청연주를 가졌으며, 그해 6월에는 일본 아이치카쿠센대학 오케스트라 단원들이 방한해 함께 성남희망나눔콘서트를 열었다. 2011년 3월 성남시 음악 단체로는 유일하게 보건복지부, 성남시로부터 아동정서발달지원서비스 제공기관으로 선정되어 소외계층 학생들 악기 지도를 하고 있다. 2017년 3월 경기도교육청 꿈의학교로 선정되었으며 오케스트라 활동을 통한 학생들의 꿈을 키워주고 있다.

## 분야
문화·교육/문화·예술

## 유형
기관 단체/기관 단체(일반)

## 지역
경기도 성남시 분당구 동판교로 52번길 3-6

## 정의
경기도 성남시 분당구에서 활동하는 있는 청소년 오케스트라 단체.

## 설립목적
분당청소년오케스트라는 문화와 예술의 명품도시 분당에서 2008년 5월 미래의 주역인 청소년들에게 오케스트라 활동을 통해 소중한 경험의 기회를 주고 지역사회에 봉사하기 위하여 창단되었다.

## 주요사업과 업무
분당청소년오케스트라는 매년 정기연주회 개최 및 소외된 곳을 찾아가는 봉사연주로 교도소, 장애시설 등을 찾아가는 연주회를 하고 있으며 성남시와 함께 성남시 소외계층 아동 악기 지도를 하고 있다.

## 현황
분당청소년오케스트라는 오디션에 의해 선발된 초·중·고·대학생 단원들로 구성된 오케스트라이다. 2019년 10월 현재 오미주가 단장으로 활동하고 있으며, 바이올린, 비올라, 첼로, 콘트라베이스, 플루트, 오보에, 클라리넷, 호른, 트럼펫, 트롬본, 타악기, 피아노 등 단원으로 구성되어 있다.

## 활동사항

### 2008년
09.27. 한국 등잔 박물관 음악회
10.25. 환자를 위한 음악회 보바스 병원
12.19. 송년 자선 음악회 성남 상공회의소 대강당
12.27. 장애인을 위한 음악회 (사)예가원

### 2009년
05.02 창단 1주년 기념 음악회 분당구청
05.05 어린이날 기념 음악회 한국 등잔 박물관
08.09 장애인을 위한 음악회 (사)예가원
08.13 환자를 위한 음악회 분당 서울대병원
10.25 성남시민을 위한 음악회 남한산성 침괘정
11.01 탄천포럼 자선음악회 성남아트센터 콘서트홀

### 2010년
01.26 신년 행복 음악회 THE HERITAGE
05.05 어린이날 기념 음악회 한국 등잔 박물관
08.10 환자를 위한 음악회 분당 서울대병원
08.25 성남 국제청소년 관현악페스티벌 성남아트센터 콘서트홀
11.13 성남시민을 위한 음악회 산성 종합 사회복지관
12.08 성남상공회의소 송년음악회 THE HERITAGE
12.10 성남시민을 위한 음악회 정자 아이파크
12.18 Reveillon Concert 계원예고 벽강홀

### 2011년
02.25 국제청소년 교류 음악회 일본 나고야 學泉大學 CONCERT HALL
04.30 봄맞이 뮤직 페스티벌 “삼색 봄의 왈츠” 롯데백화점 분당점
05.05 어린이날 기념 음악회 한국 등잔 박물관
05.06 목련가족 사랑축제 중탑 종합 사회복지관
05.07 UFO 청소년 그린 축제 서현 청소년 수련관
05.14 문화와 예술이 어우러지는 미니콘서트 남한산성
06.11 성남시 청소년 문화존 공연 분당구청
06.24 성남 희망나눔 콘서트 성남아트센터 콘서트홀
08.18 환자를 위한 음악회 분당 차병원
08.27 문화와 예술이 어우러지는 미니콘서트 율동공원
11.15 탄천문화포럼 100인회 자선음악회 성남아트센터 앙상블시어터
12.16 송년음악회 LOVE CHRISTMAS 성남아트센터 콘서트홀

### 2012년
01.18 탄천문화포럼 100인회 신년회 연주 N GALLARY
01.24 성남시 자원봉사센터 봉사자를 위한 음악회 성남시청
02.18 장애인을 위한 음악 봉사연주 (사)예가원
02.25 성남시 마을형 사회적 기업 1호 오픈 축하연주 도촌동 섬마을 카페
05.25 바리톤 김동규와 함께 하는 5월의 어느 멋진 날 성남아트센터 콘서트홀
06.06-07. 오페라 ‘카르마’ 초연 국립극장
09.19 성남시 보육교사 전문실기교육 축하연주 분당구청 대회의실
09.23 프로포즈 탄천문화포럼 100인회 자선 콘서트 성남아트센터 앙상블시어터
12.15 장애인식 개선 힐링콘서트 성남아트센터 콘서트홀

### 2013년
01.10 성남 상공회의소 2013년 신년음악회 성남 상공회의소 대강당
01.17 (사)수레 인도네시아 법인설립 기념음악회 고려대학교 교우회관
05.26 성남 나눔클럽 청소년 멘토링 특강 축하 음악회 성남시청
06.15 그림과 함께 하는 해설이 있는 음악회 생상스 <동물의 사육제> 한국 잡월드
08.06 재소자를 위한 연주 여주소망교도소
10.25 상대원초등학교 종합발표회 축하연주 상대원초등학교
11.30 서현청소년수련관 개관 10주년 동물의 사육제 연주 서현청소년수련관
12.13 청솔지역아동센터 송년음악회 청솔종합사회복지관
12.14 성남시 장애인 청소년과 함께하는 송년음악회 한국 잡월드
12.26 고려대학교 평생교육원 청소년을 위한 인문학 강좌 연주 고려대학교
12.27 서울북부교육청 학생 민주시민 역량강화체험활동 연주 고려대학교

### 2014년
01.14 재소자들을 위한 음악회 여주소망교도소
01.15 탄천문화포럼 100인회 신년회 연주 유엔젤아트센터
03.05 출판의 날 연주회 엘 타워
06.01 성남 나눔클럽 청소년멘토링 특강 축하 음악회 성남시청
06.04 위안부 할머니를 위한 연주회 나눔의 집
06.27 CEO SWITE 초청연주 교보생명CEO SWITE
07.05 성남시 사회경제한마당 축하연주 성남시청 온누리홀
07.14 성남민주시민교육지원네트워크창립식 성남교육지원청
07.22 성남창의교육시민포럼 창립식 축하연주 성남교육지원청
08.12 재소자들을 위한 음악회 여주소망교도소
10.17 성남사정신건강증진센터 ‘힐링토크’ 성남시청
12.08 고려대학교 송년음악회 고려대학교 교우회관
12.19 보네푸에리합창단 내한공연 연주 한국토지공사 강당
12.27 서울시 주최 “토닥토닥”음악회 잠실 제2 롯데월드
12.29.-30. 학생 민주시민 역량강화 체험활동연주 고려대학교 평생교육원

### 2015년
01.06 고려대학교 총교유회 신년회 연주 인터콘티넨탈호텔
05.31 장애인을 위한 음악회 예가원
08.02 재소자들을 위한 음악회 여주소망교도소
08.29 아동정서발달지원서비스 연주회 나침반도서관
10.28 성남형교육과 함께하는 학생문화예술동아리발표회 성남시청
12.29 성남시 장애인을 위한 송년음악회 한마음복지관

### 2016년
02.16 재소자들을 위한 음악회 여주소망교도소
04.30 마을축제 한마당 연주 여수동 센트럴타워
05.28 장애인을 위한 음악회 예가원
08.02 재소자들을 위한 음악회 여주소망교도소
09.08.-09. 뮤지컬 콘서트 신백현초등학교
09.24 아동정서발달지원서비스 연주회 분당구청
10.15 성남시 사회적 경제 한마당 연주 성남시청
10.19 진로콘서트 신백현초등학교
10.30 성남시 청소년멘토링 특강 연주회 한마음복지관
11.01 성남형교육과 함께하는 학생문화예술동아리발표회 중원청소년수련관
12.24 2016년 크리스마스 음악회 분당구청

### 2017년
01.15 국립국제교육원 음악회 국립국제교육원
05.05 어린이날 음악회 한국등잔박물관
05.15 찾아가는 우리동네 작은음악회 Happy Present 판교테크노밸리 야외광장
05.26 In to the Celtic (사)코리아뮤직소사이어티 뮤직홀
06.03 아동정서발달지원서비스 연주회 분당구청
06.17 고려대학교 음악회 연주 고려대 교우회관
08.30 성남시 직능플랫폼 개막식연주 성남시청
09.16 사랑방오케스트라 그룹연주 분당중앙공원 야외음악당
09.16 제1회 성남의병축제 연주 성남 야탑역 광장
09.28 찾아가는 우리동네 작은 음악회 분당 서울대병원
10.21 2017 성남시 사회적경제 한마당 성남시청 야외광장
12.24 Love Christmas 성남시청 대강당

### 2018년
06.23 장애인을 위한 콘서트 소망재활원
06.24 MIDI하자! VR보자! 콘서트 (사)코리아뮤직소사이어티 뮤직홀
07.15 열두광주리명성교회 초청음악회 열두광주리명성교회
09.08 청소년멘토링특강 오프닝연주 한국잡월드 나래울극장
11.17 WILD LIFE 사진전 오프닝연주 판교환경생태학습원
11.30 FANTASY CONCERT (사)코리아뮤직소사이어티 뮤직홀
12.18 성남아너스클럽 송년음악회 위스토리
12.22. Love Christmas 성남시청 대강당

### 2019년
01.19 재소자들을 위한 음악회 여주소망교도소
03.30 우토로와 함께하는 작은음악회 한국 이민사 박물관
05.25 금곡동 주민총회 오프닝 연주 금곡공원
06.16 태평 빈집 프로젝트 음악회 태평 공공예술창작소
07.31 문화가 있는 날 연주 성남의료원
08.01 분당구청 월례회 연주 분당구청 대회의실
09.01 성남시 사회복지페스티벌 연주 성남시청
09.06 동원동 주민을 위한 음악회 동원동 팀식스
10.12 2019 성남축제의 날 투모로우랜드 연주  탄천일대